# Salpiglossideae
Salpiglossideae es una tribu perteneciente a la familia de las solanáceas. Comprende los siguientes géneros.

## Géneros
- Reyesia Gay
- Salpiglossis Ruiz & Pav.